# Universum (musée)
Pour les articles homonymes, voir universum.
 (avril 2025).
Si vous disposez d'ouvrages ou d'articles de référence ou si vous connaissez des sites web de qualité traitant du thème abordé ici, merci de compléter l'article en donnant les références utiles à sa vérifiabilité et en les liant à la section « Notes et références ».
L’Universum (« univers ») est un musée scientifique privé ouvert en 2000 près de l'Université de Brême.